# لورین فنتون
لورین فنتون (انگلیسی: Lorraine Fenton; ۸ سپتامبر ۱۹۷۳ – ) دونده اهل جامائیکا بود.
وی در مسابقات کشوری و بین‌المللی در مجموع برندهٔ ۱ مدال طلا، ۵ مدال نقره، ۳ مدال برنز شده‌است.